# Konak, Baklan
Konak là một xã thuộc huyện Baklan, tỉnh Denizli, Thổ Nhĩ Kỳ. Dân số thời điểm năm 2010 là 412 người.